# Nukazuke

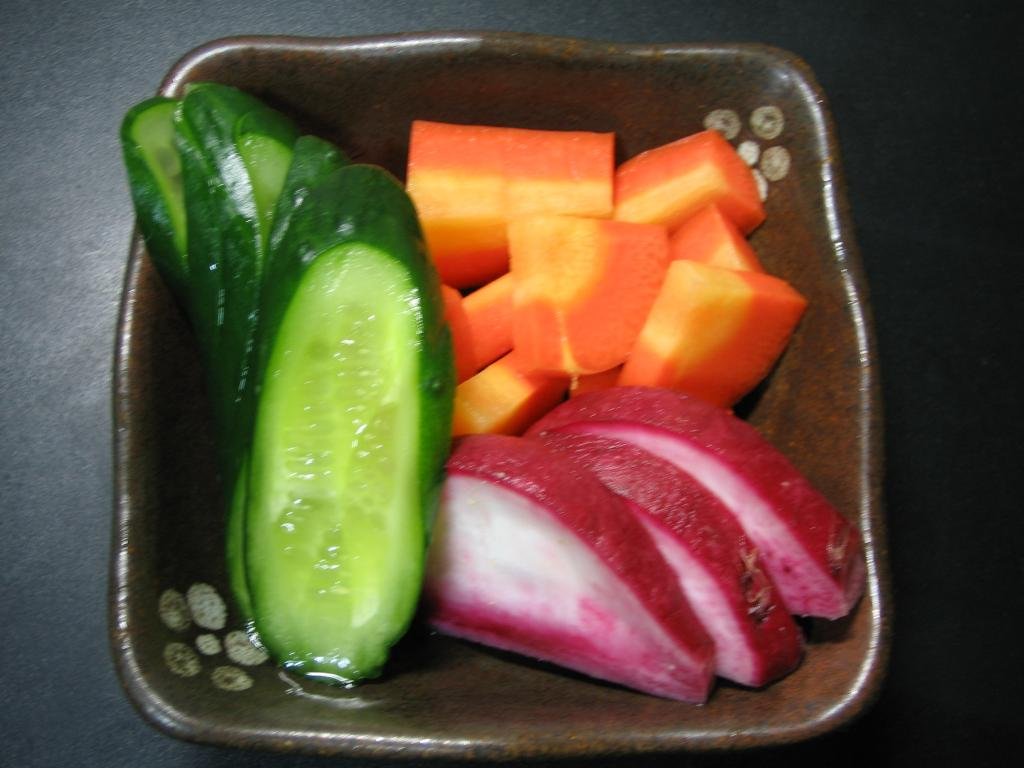
Nukazuke

Nukazuke (糠漬け) é uma especialidade da culinária japonesa que consiste em um picles japonês (tsukemono) produzido com hortaliças colocadas dentro de uma mistura de farelo de arroz fermentado com algas marinhas e soja. A mistura pode produzir picles rapidamente em um ou dois dias.